# Till Topf
Till Topf (* 3. Juni 1962 in Berlin-Charlottenburg) ist ein deutscher Schauspieler und Synchronsprecher.

## Leben
Bereits während seiner Schulzeit wirkte er in Fernsehserien und Hörspielen mit. Topf wurde insbesondere in den 1980er und 1990er Jahren durch einige TV-Produktionen als Darsteller einem breiten Publikum bekannt. Seinen Durchbruch als Schauspieler hatte er in der 1981 ausgestrahlten sechsteiligen Fernsehserie Tod eines Schülers, als deren Hauptdarsteller er unter zahlreichen Bewerbern ausgewählt wurde. Diese Fernsehreihe, die in jeder Folge den Weg eines Schülers in den Suizid aus einer anderen Sichtweise schildert, erzeugte eine große mediale Aufmerksamkeit und wurde mit der Goldenen Kamera ausgezeichnet. 
Erst nach diesem Erfolg nahm Topf, der ursprünglich Fotograf werden wollte, ab 1981 privaten Schauspielunterricht. In der Verfilmung des Lion-Feuchtwanger-Romans Die Geschwister Oppermann konnte er 1983 ebenfalls in einer Hauptrolle agieren, zwei Jahre später übernahm er in der Serie Diese Drombuschs die wiederkehrende Nebenrolle des Joost Zimmermann. 1993 war er einer der Hauptdarsteller der interaktiven Krimiserie Cluedo – Das Mörderspiel. In den 1990er Jahren folgten zahlreiche Auftritte als Episodendarsteller in bekannten deutschsprachigen Fernsehserien. In dem Fernsehfilm Nächte mit Joan von Horst Königstein über das Leben von Joan Crawford spielte er den amerikanischen Schauspieler Jeff Chandler. Im neuen Jahrtausend hat er sich offenbar weitgehend aus dem Film- und Fernsehgeschäft zurückgezogen.

## Filmografie (Auswahl)
- 1978: Kalte Heimat (Fernsehfilm)
- 1980: Luftwaffenhelfer (Fernsehfilm)
- 1981: Tod eines Schülers (Fernseh-Miniserie, 6 Folgen)
- 1981: Peter Gombas Lehr- und Wanderjahre (Fernsehfilm)
- 1982–1997: Derrick (Fernsehserie, 6 Folgen)
- 1982: Teufelsmoor (Fernseh-Miniserie, Folge 1860 - Ewert Kehdings Verwirrung)
- 1983: Die Geschwister Oppermann (Fernseh-Zweiteiler)
- 1984: Treffpunkt im Unendlichen (Fernsehfilm)
- 1985: Diese Drombuschs (Fernsehserie, 5 Folgen)
- 1986: Storm, der Schimmelreiter (Fernsehfilm)
- 1987: Ein Fall für zwei (Fernsehserie, Folge Wertloses Alibi)
- 1989/1990: Der Alte (Fernsehserie, 2 Folgen)
- 1990: Ein Fall für zwei (Fernsehserie, Folge Bruderhass)
- 1992: Mit Leib und Seele (Fernsehserie, Folge Das salomonische Urteil)
- 1993: Cluedo – Das Mörderspiel (Fernsehserie, 12 Folgen)
- 1995: Balko (Fernsehserie, Folge Gotcha - Ich hab' dich!)
- 1996: Ein Bayer auf Rügen (Fernsehserie, Folge Die Liebe geht seltsame Wege)
- 1997: Wildbach (Fernsehserie, Folge Miese Geschäfte)
- 1998: Nächte mit Joan (Fernsehfilm)
- 1999: Stadtklinik (Fernsehserie, Folge Die letzte Stunde)
- 2011: Sam (Kurzfilm)
- 2016: Happy Eend